# Air Scotland
Air Scotland was een lagekostenluchtvaartmaatschappij in Glasgow, Schotland. Het exploiteerde lijndiensten vanaf Glasgow International Airport, en andere Britse luchthavens, naar de Middellandse Zee en Athene met behulp van het Air Operator's Certificate van Greece Airways, een in Griekenland geregistreerd bedrijf. Air Scotland is niet langer actief, de vergunningen werden door de Griekse burgerluchtvaartautoriteit ingetrokken in december 2006.

## Geschiedenis
Air Scotland werd opgericht in november 2002 door de Irakese zakenman Dhia Al-Ani en begon de operaties op 29 maart 2003, met behulp van twee Boeing 757-200 toestellen gehuurd van Electra Airlines, naar Spaanse vakantieoorden. Het bedrijf werd een ticket voor Electra Airlines tot 25 april 2003, toen de Electra vliegtuigen aan de grond gehouden werden door British Airports Authority ter inning van de schulden aan de luchthavenexploitant.
Onder leiding van Al-Ani huurden Air Scotland twee Lockheed L-1011 Tristarvliegtuigen, te gebruiken voor diensten van Glasgow naar Miami, New York en Cuba en om te kunnen vliegen, tussen Glasgow en Londen Stansted richting Bagdad, zonder deze routes daadwerkelijk te realiseren.
Aan het begin van oktober 2005 verkocht Al-Ani zijn belang in de luchtvaartmaatschappij aan H Top Hotels Group in Barcelona. Door administratieve problemen bij de overdracht van de eigendommen van de luchtvaartmaatschappij en een betalingsachterstand mochten vliegtuigen in Palma de Mallorca niet opstijgen. Gestrande passagiers hadden tot 17 uur vertraging en werden in bedwang gehouden door gewapende politieagenten.